# 平和駅
平和駅（へいわえき）は、北海道札幌市白石区平和通16丁目北にある、北海道旅客鉄道（JR北海道）千歳線の駅。駅番号はH04。

## 歴史
- 1986年（昭和61年）11月1日：日本国有鉄道の平和臨時乗降場として開業[2][3]。旅客のみ取扱い[4]。駅員無配置駅[5]。
- 1987年（昭和62年）4月1日：国鉄分割民営化によりJR北海道に継承[2]。同時に駅に昇格[2]。
- 1992年（平成4年）：上下線のプラットホームを一体化して島式ホームとする。
- 1998年（平成10年）
  - 7月1日：駅舎が新設され有人化（業務委託）[6]。
  - 12月27日：自動改札機を設置し、供用開始[7]。
- 2002年（平成14年）10月17日：柏山跨線人道橋が架け替え完了[8]。
- 2008年（平成20年）10月25日：ICカード「Kitaca」使用開始[2]。

## 駅構造
1面2線の島式ホームを持つ地上駅である。以前は上下線の間に別々に上下線の単式ホームを持つ駅であったが、利用者増加にともない両プラットホーム間に板を渡し一体化、島式ホームになった。また2005年にプラットホーム上屋が設置された。
当駅と新札幌駅の間で千歳線と函館本線の上り線が立体交差していて、駅の両脇を函館本線の上下線が挟む形になっているが、函館本線にプラットホームは設置されておらず、千歳線専用の駅となっている。
駅の南側は札幌貨物ターミナル駅で、線路の両側は広大な引込線敷地で分断されているため、長大な連絡通路（柏山跨線人道橋：294メートル）を介して駅へ通じている。いわゆる橋上駅舎ではなく、連絡通路から階段を降りた先の島式ホームの上に駅舎が設置されているという珍しい構造である。
北海道ジェイ・アール・サービスネットが業務を行う業務委託駅で、みどりの窓口や自動券売機、簡易自動改札機（Kitaca・磁気券ともに対応）が設置されている。管理駅・夜間連絡先は白石駅となっている。
2015年2月頃に改札付近に発着案内を表示する液晶画面が設置され、3月頃より使用され始めた。
札幌市議会は、平成15年第2回定例会（2003年）で駅のエレベーターと多機能トイレに対し、費用の3分の1を事業者に補助する補正予算「駅バリアフリー施設整備費補助費」(2,500万円)を決定。これにより駅のバリアフリー化(エレベーター、車イス対応型トイレ・オストメイト用設備)が実現した。

### のりば
| 番線 | 路線    | 方向 | 行先                   |
| ---- | ------- | ---- | ---------------------- |
| 1    | ■千歳線 | 上り | 新千歳空港・苫小牧方面 |
| 2    | ■千歳線 | 下り | 札幌・小樽方面         |

（出典：JR北海道：駅の情報検索）

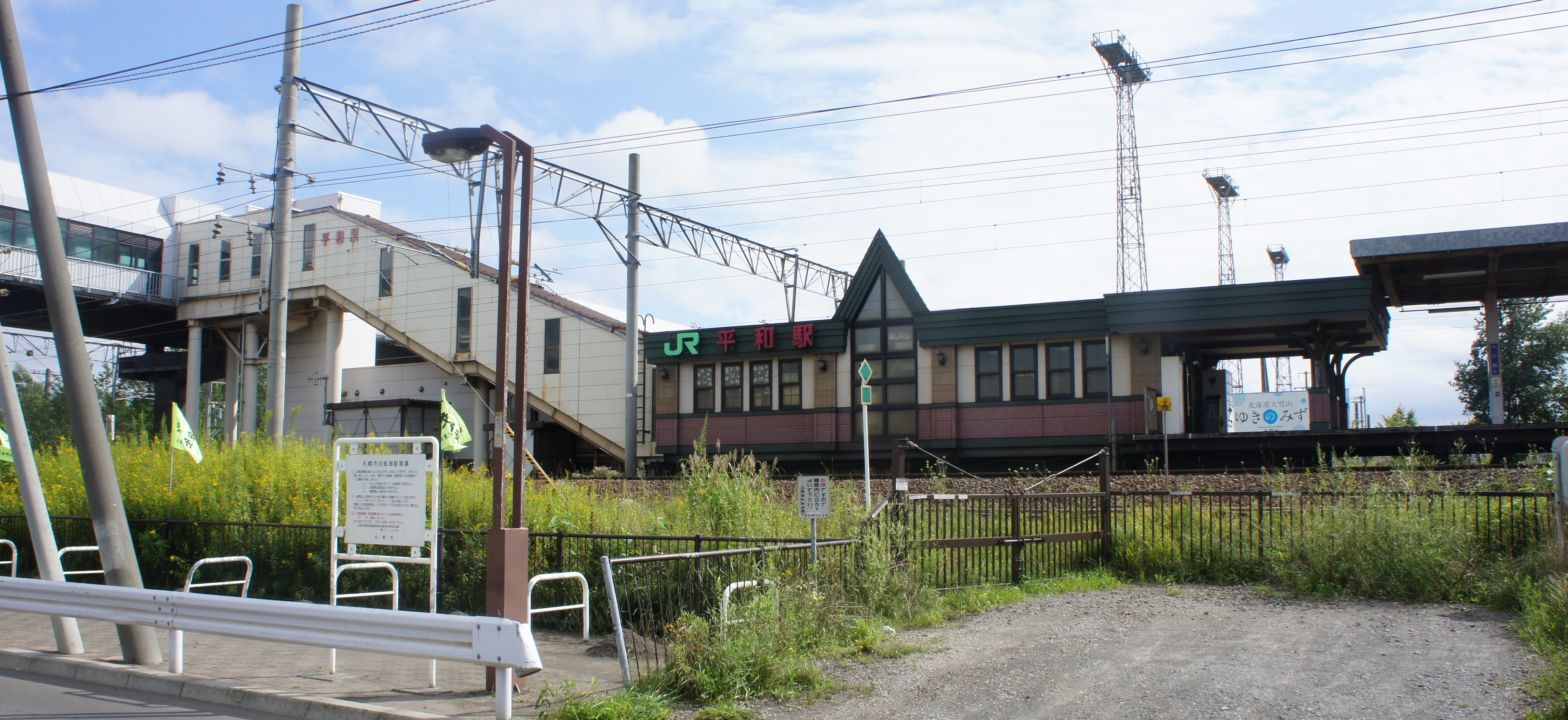
北側から見た駅舎（2018年8月）
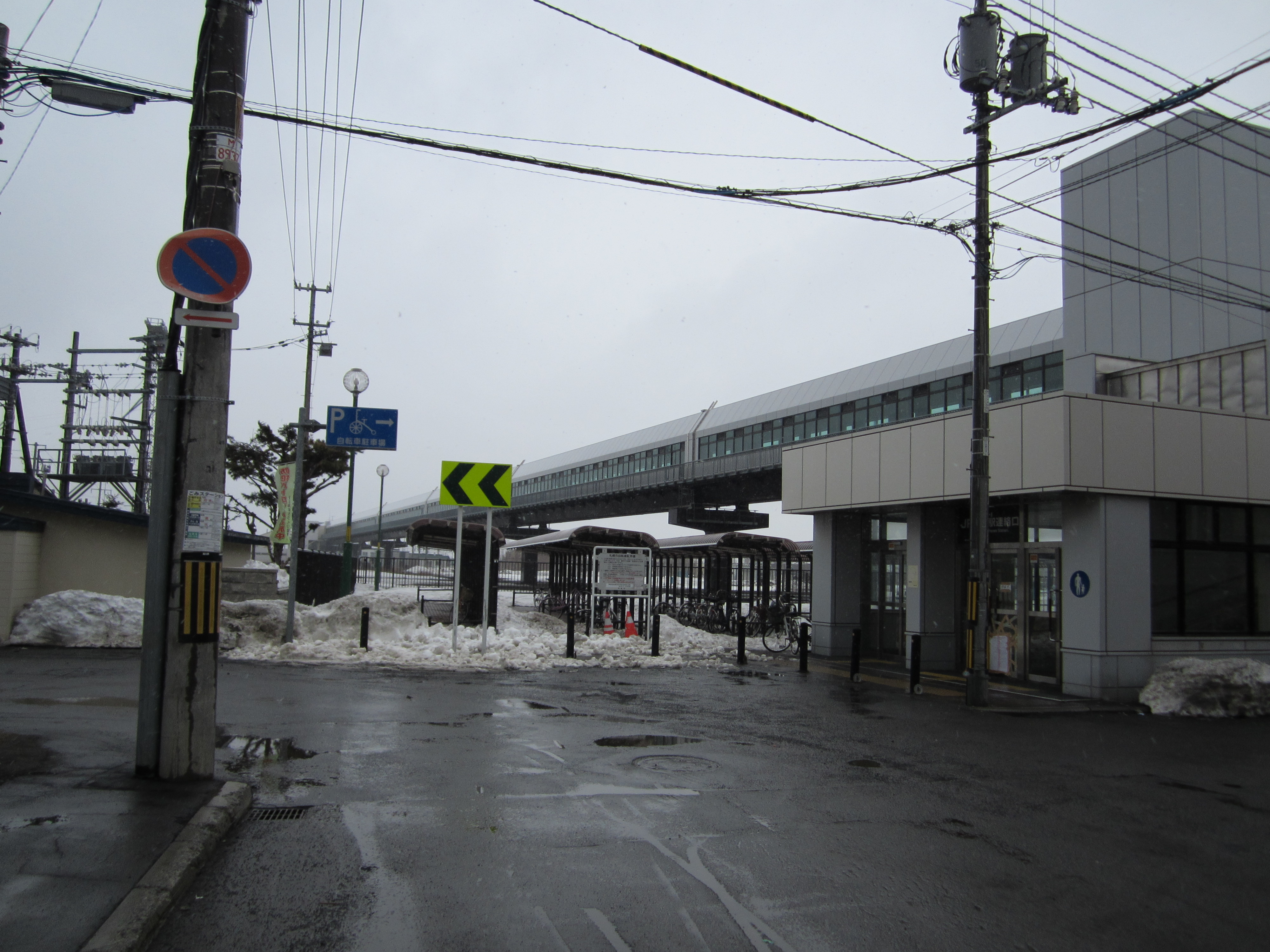
南側から連絡通路の様子。先が見通せないほど長いのが分かる
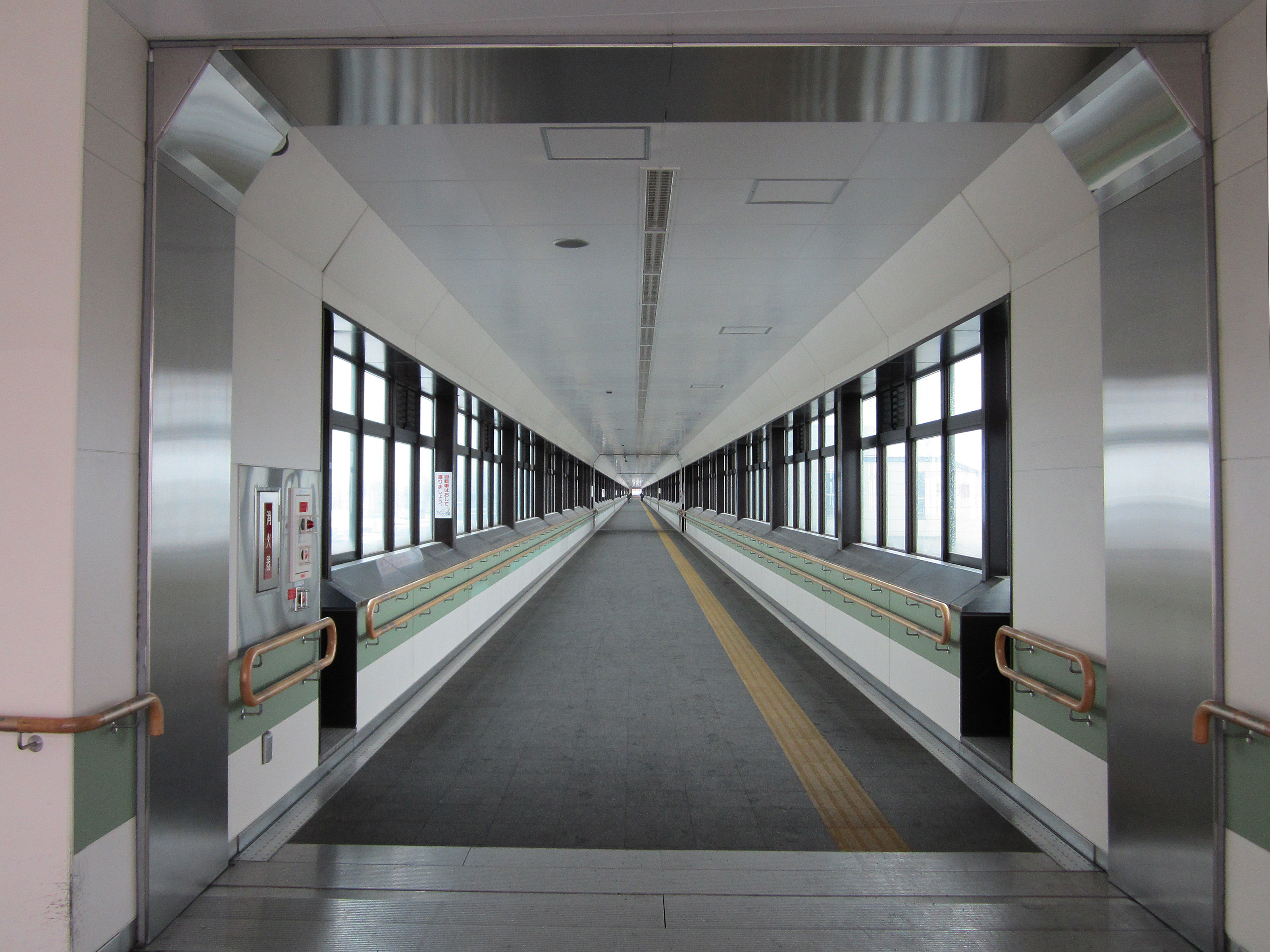
平和駅連絡通路（柏山跨線人道橋）
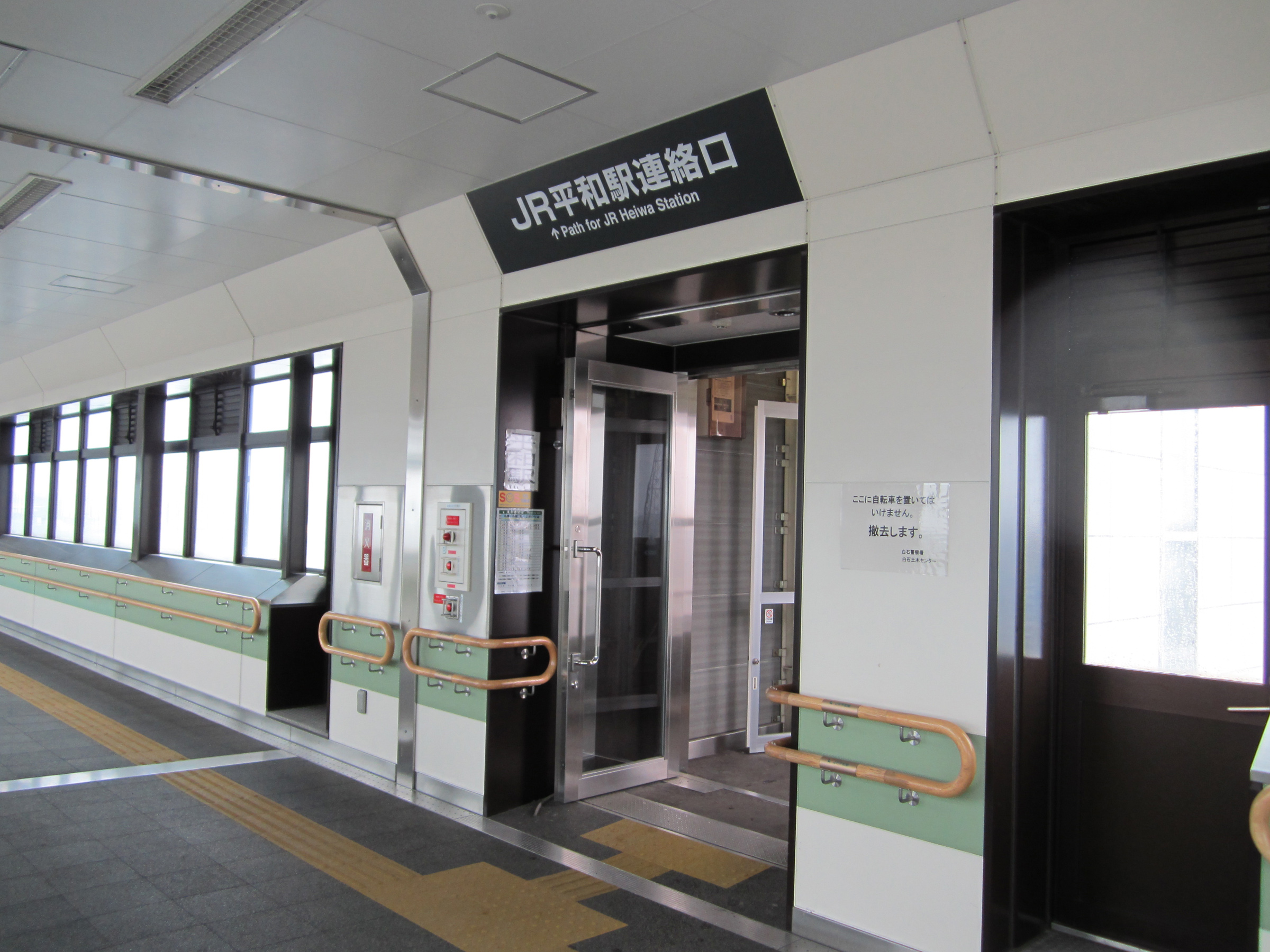
人道橋上にある駅入口
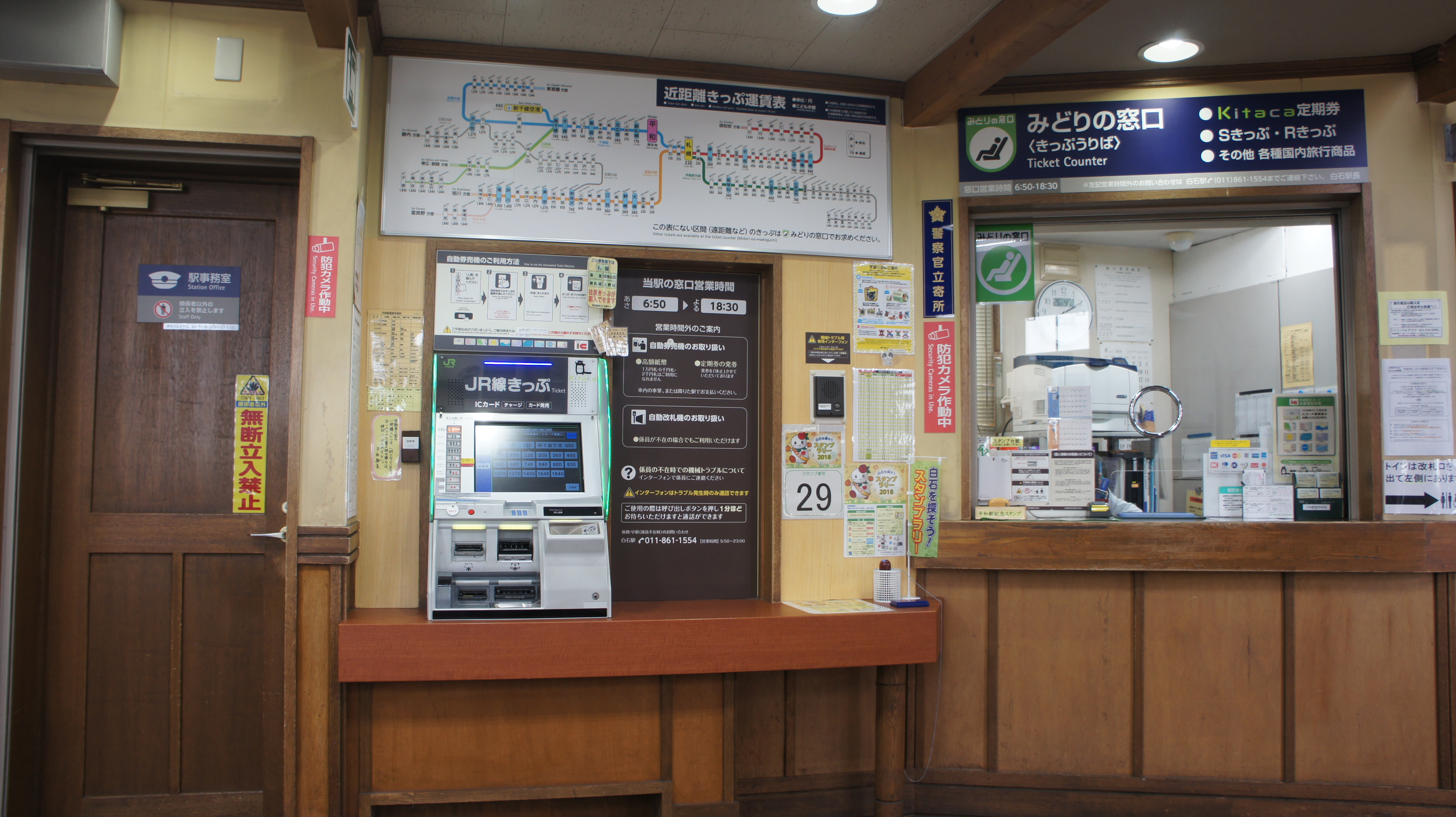
みどりの窓口と自動券売機
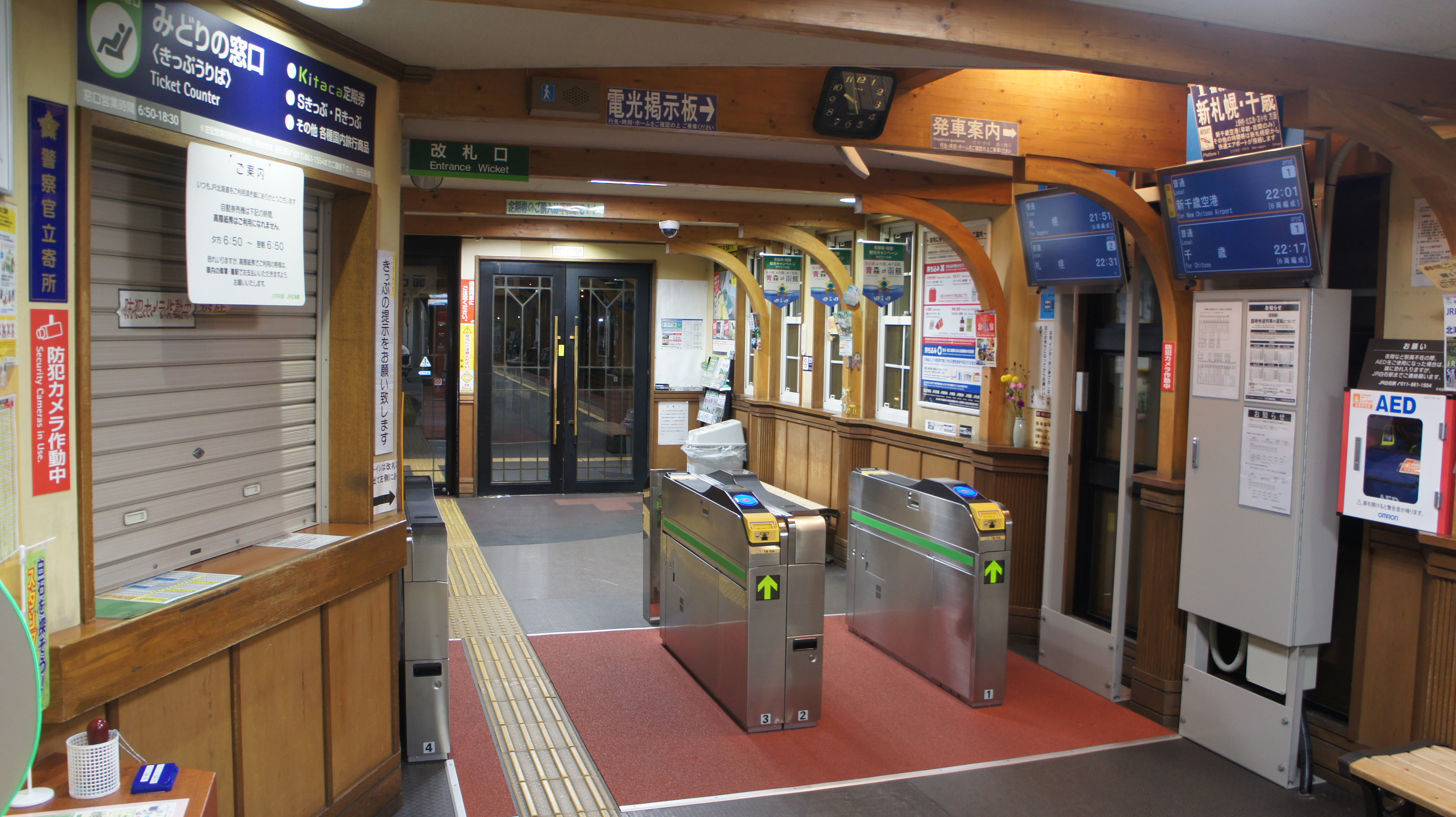
改札口
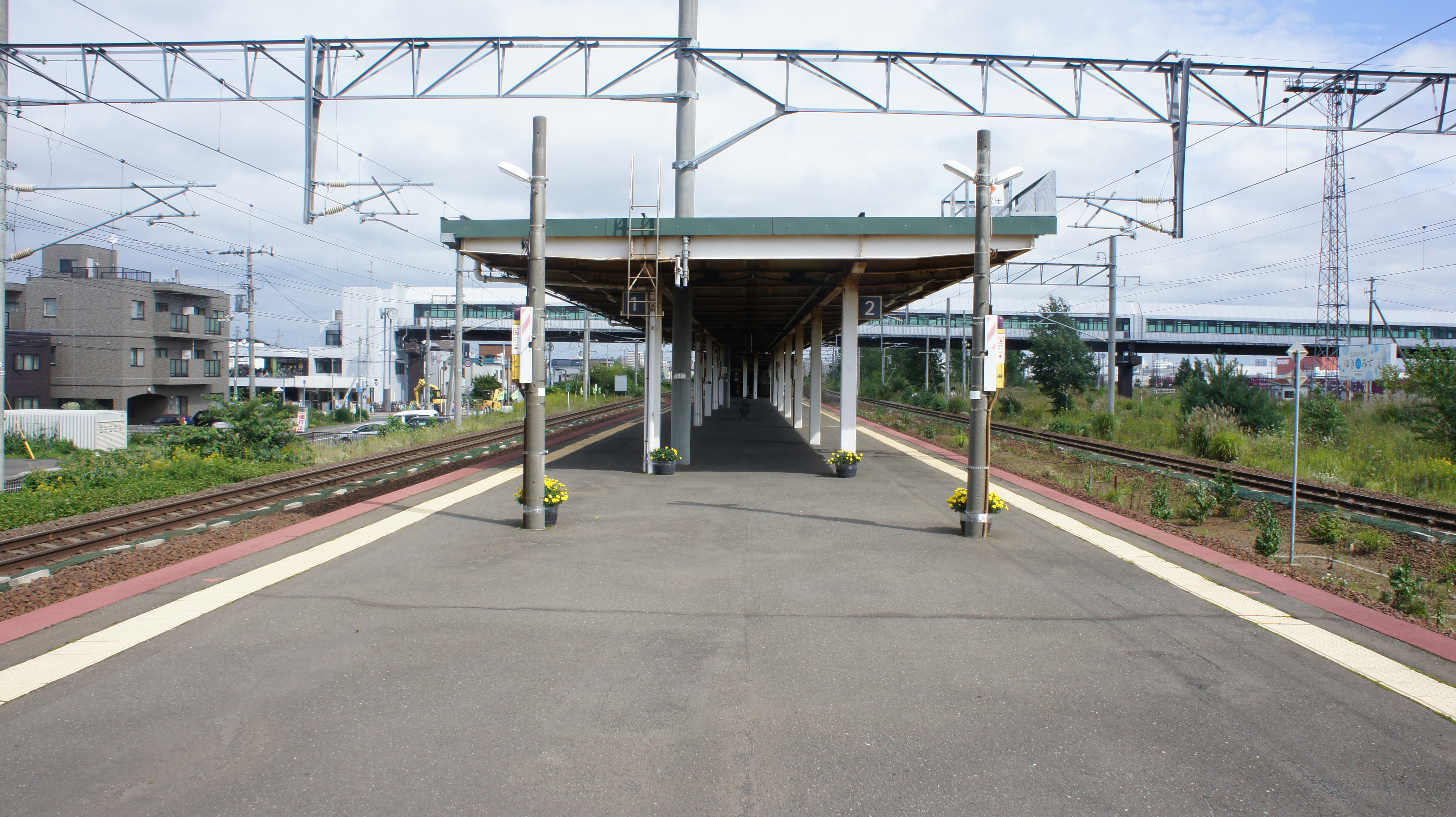
ホーム
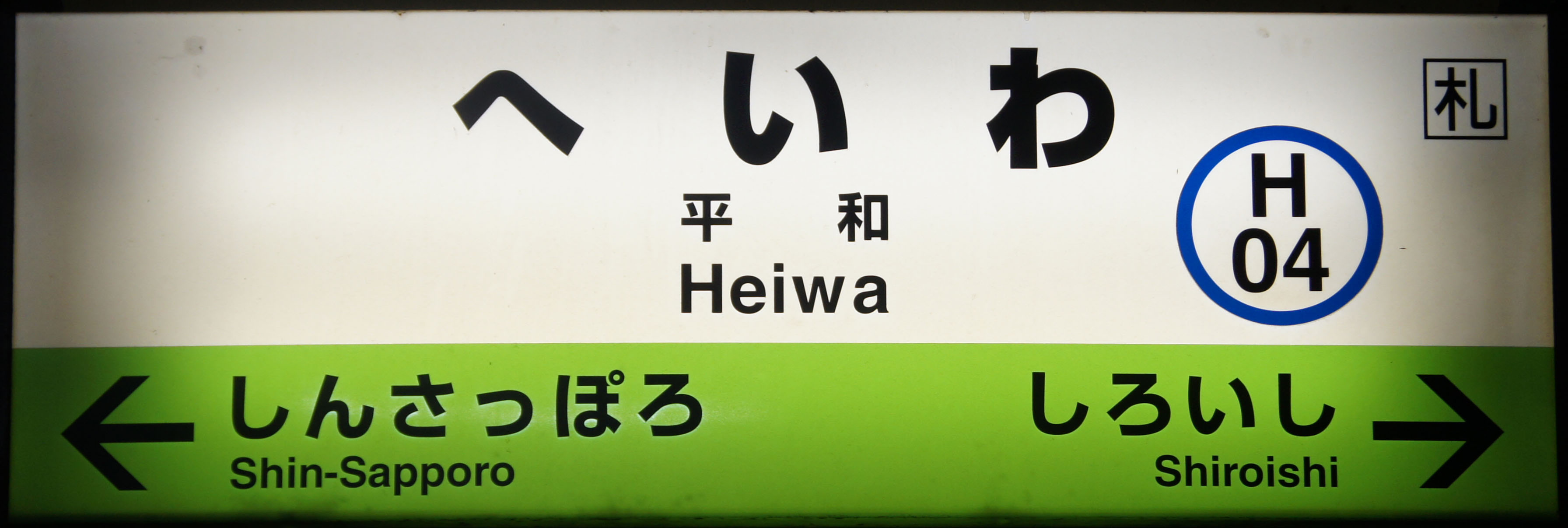
駅名標①
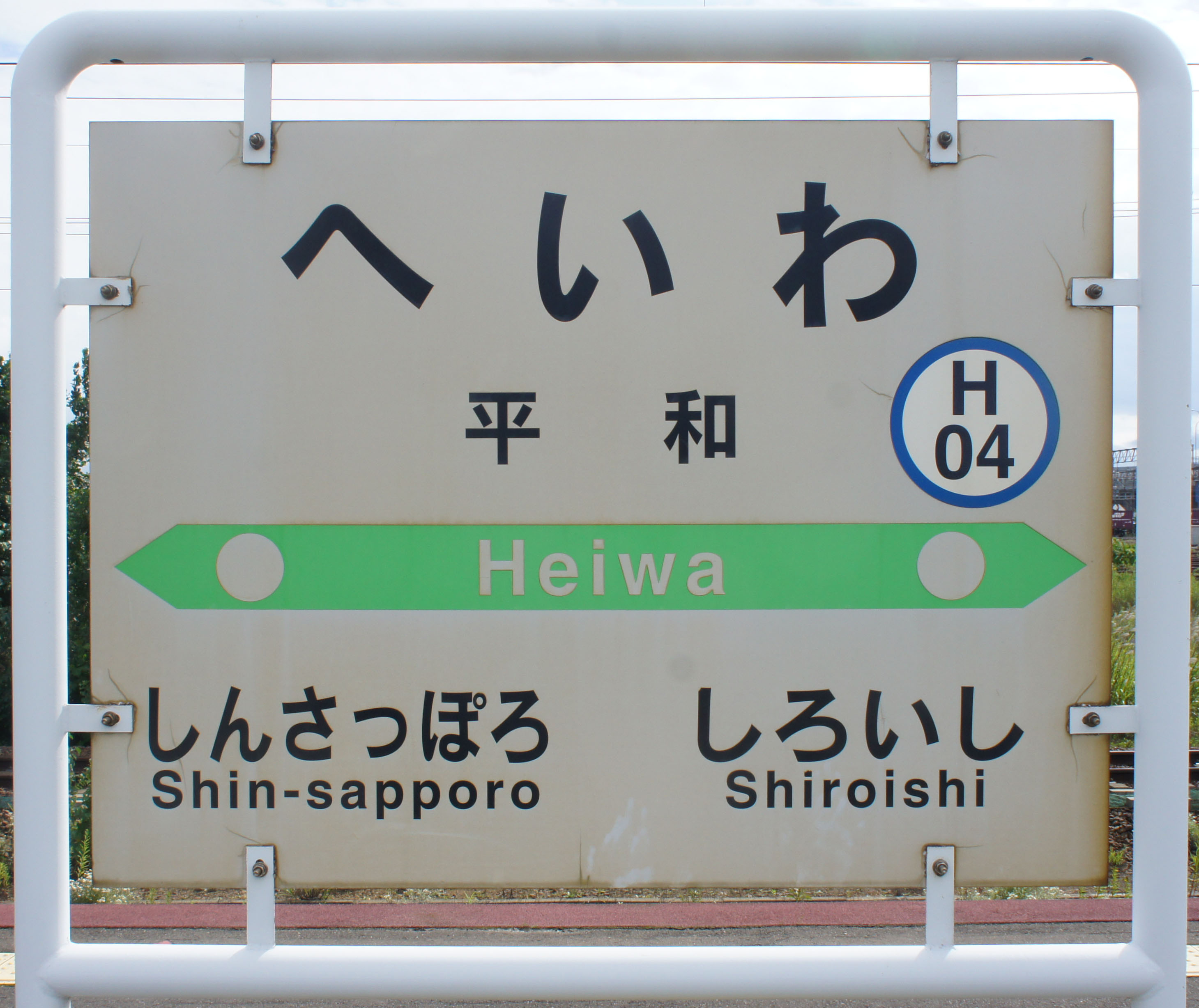
駅名標②

## 利用状況
「札幌の都市交通データ」によると、2020年（令和2年）度の1日平均乗車人員は2,223人である。
近年の1日平均乗車人員の推移は下記の通りである。
| 年度               | 1日平均 乗車人員 | 出典    |
| ------------------ | ---------------- | ------- |
| 1990年（平成02年） | 1,090            | [ * 2 ] |
| 1995年（平成07年） | 1,561            | [ * 2 ] |
| 2000年（平成12年） | 2,012            | [ * 2 ] |
| 2001年（平成13年） | 2,000            | [ * 3 ] |
| 2002年（平成14年） | 2,036            | [ * 3 ] |
| 2003年（平成15年） | 2,154            | [ * 3 ] |
| 2004年（平成16年） | 2,198            | [ * 2 ] |
| 2005年（平成17年） | 2,338            | [ * 2 ] |
| 2006年（平成18年） | 2,397            | [ * 2 ] |
| 2007年（平成19年） | 2,425            | [ * 2 ] |
| 2008年（平成20年） | 2,467            | [ * 2 ] |
| 2009年（平成21年） | 2,512            | [ * 2 ] |
| 2010年（平成22年） | 2,558            | [ * 2 ] |
| 2011年（平成23年） | 2,615            | [ * 2 ] |
| 2012年（平成24年） | 2,637            | [ * 2 ] |
| 2013年（平成25年） | 2,738            | [ * 2 ] |
| 2014年（平成26年） | 2,772            | [ * 2 ] |
| 2015年（平成27年） | 2,777            | [ * 2 ] |
| 2016年（平成28年） | 2,710            | [ * 2 ] |
| 2017年（平成29年） | 2,737            | [ * 2 ] |
| 2018年（平成30年） | 2,769            | [ * 2 ] |
| 2019年（令和元年） | 2,804            | [ * 4 ] |
| 2020年（令和02年） | 2,223            | [ * 1 ] |

## 駅周辺
札幌市都市計画上、駅舎は準工業地域上に存在し、駅から南側は国道12号付近まで札幌市大谷地流通業務団地が続いている。北側は住居用地となっており、平和駅は駅隣接地に商業地域が存在しない駅の一つである。2017年2月14日時点で、商業地域が隣接していない札幌市内の駅は、平和駅のほか、稲積公園駅、稲穂駅、八軒駅、新川駅、太平駅、百合が原駅、上野幌駅がある。
北郷側（北側）
- 白石警察署北都交番
- 白石北郷二条郵便局
- 北海道信用金庫 北都支店
- 川下公園
- 北海道札幌白石高等学校
- 北海道札幌白陵高等学校
- 学校法人大藤学園北都幼稚園
- 札幌市立北都中学校
- 札幌市立北都小学校
- 札幌市立東川下小学校
- 北海道中央バス「北郷2条13丁目」停留所（北13条北郷通沿い）

平和通側（南側）

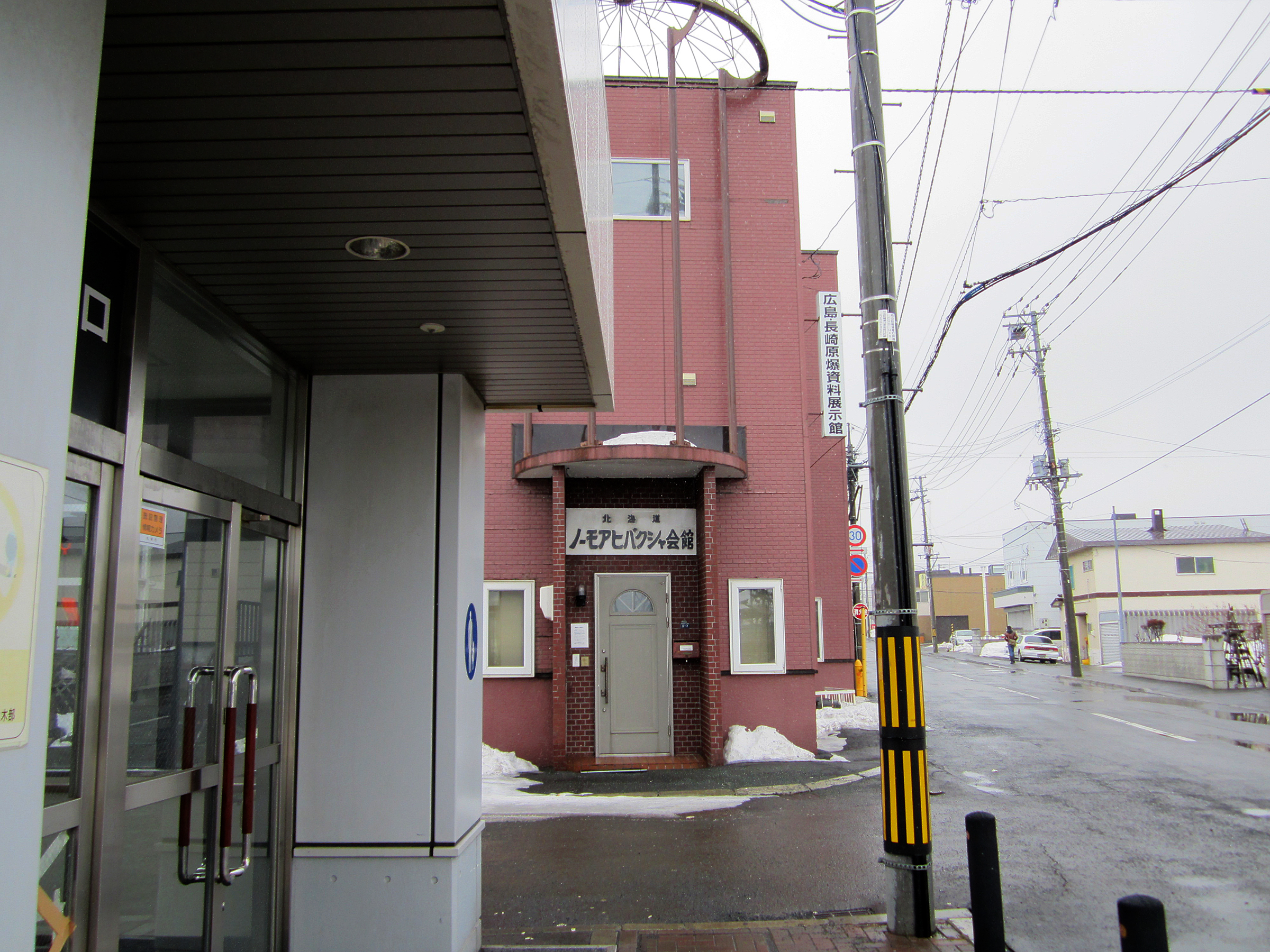
北海道ノーモアヒバクシャ会館

- 日本貨物鉄道（JR貨物）札幌貨物ターミナル駅
- 国道12号・国道274号（札幌新道）
- 道央自動車道大谷地インターチェンジ
- 北海道ノーモアヒバクシャ会館
  - 「広島・長崎原爆資料展示館」として資料展示を行っている。
- 札幌団地倉庫

## バス路線
南口にあった北海道中央バス「JR平和駅前」停留所に、72 南郷線（札幌駅前行）が発着していたが、2023年12月1日改正をもって廃止された。

## その他
- 平和の象徴である鳩を描いたオリジナルのオレンジカードが販売されていた。なお南口にある平和通の建設が始まったのは、駅や臨時乗降場ができる前の1961年（昭和36年）で、名称は地域住民が話し合いで決定した[13]。
- 札幌貨物ターミナル駅の開業以前には踏切道（函館本線　柏山通り踏切。函館起点295K010M[14]）があり、北郷側と平和通側とを自動車で往来することが可能であったが、1967年に国鉄貨物ヤードと札幌貨物ターミナル駅建設による踏切廃止論議が起き、地区住民は座り込みなどの強力な反対運動を起こしたが、翌年から1970年にかけて踏切はすべて閉鎖された。その代替として1971年10月に北郷側と平和通側とを結ぶ柏山跨線人道橋（全長約300m・幅員約1m）が設けられた。その後、近隣に札幌新道の白石高架橋が開通し、自動車での往来が再び可能となった。2002年（平成14年）10月17日、人道橋の架け替え工事が完了し、フード付きの連絡橋となり幅員も広くとられた。
- 2024年（令和6年）5月13日夜、駅南口で男子大学生が4人組の男に襲われ重傷を負い、現金を奪われそうになる強盗致傷事件が発生した[15]。

## 隣の駅
北海道旅客鉄道（JR北海道）
■千歳線
新札幌駅 (H05) - （貨）札幌貨物ターミナル駅 - 平和駅 (H04) - 白石駅 (H03)

### 札幌の都市交通データブック
1. 1 2 3  “札幌の都市交通データブック 2021” (PDF).   札幌市. p. 47 (2022年3月). 2022年8月15日時点のオリジナルよりアーカイブ。2022年12月17日閲覧。
2. 1 2 3 4  “札幌の都市交通データブック2019” (PDF). 札幌の都市交通データ.   札幌市. p. 46・47. 2020年12月4日時点のオリジナルよりアーカイブ。2022年12月17日閲覧。
3. ↑  “札幌の都市交通データ” (PDF). 札幌の都市交通データ.   札幌市. p. 44・45. 2015年9月23日時点のオリジナルよりアーカイブ。2022年12月17日閲覧。
4. ↑  “札幌の都市交通データブック 2020” (PDF).   札幌市. p. 47 (2021年3月). 2021年4月30日時点のオリジナルよりアーカイブ。2022年12月17日閲覧。